# Walid Daouk
Walid Daouk – libański prawnik i polityk, sunnita. W czerwcu 2011 r. został mianowany ministrem informacji w rządzie Nadżiba Mikatiego.